# 萨依布依街道
萨依布依街道，是中华人民共和国新疆维吾尔自治区伊犁哈萨克自治州伊宁市下辖的一个乡镇级行政单位。

## 行政区划
萨依布依街道下辖以下地区：
普夏依曼社区、萨依布依社区、天马社区、阿合买提江路北社区、吾斯塘布依社区、英买里社区、斯大林街社区、协尔克买里社区、丽园社区、利群社区、十户街社区、西桥社区和仁和宜居社区。